# Glen Roy

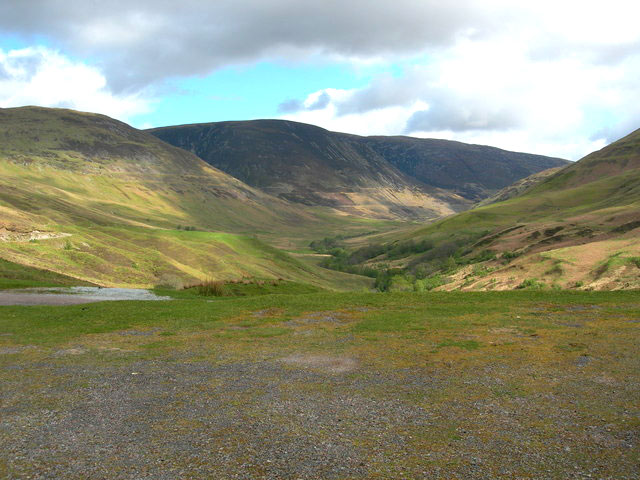
Blick von der Fahrstraße nordwärts in das Tal

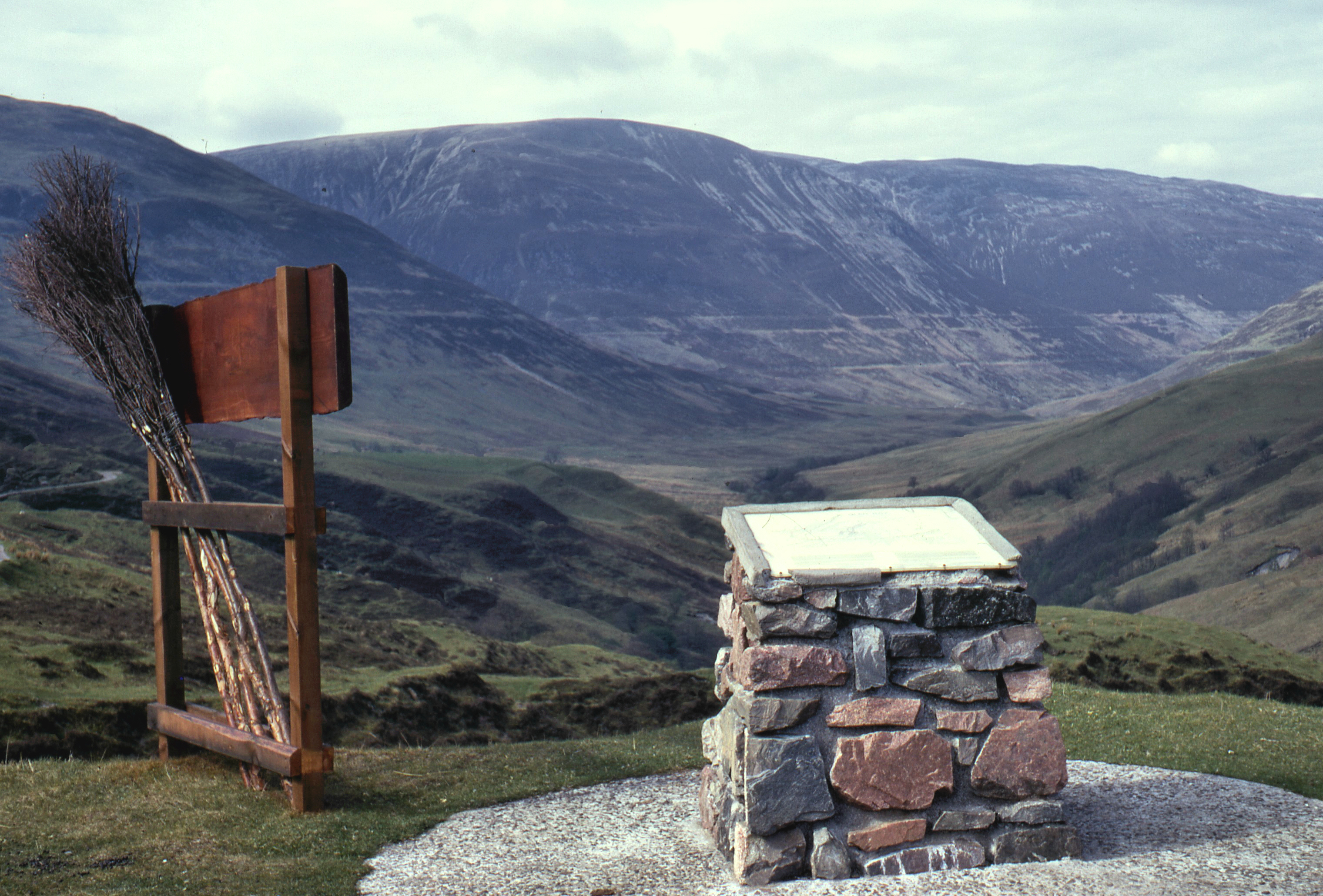
Glen Roy mit seinen Parallelstraßen

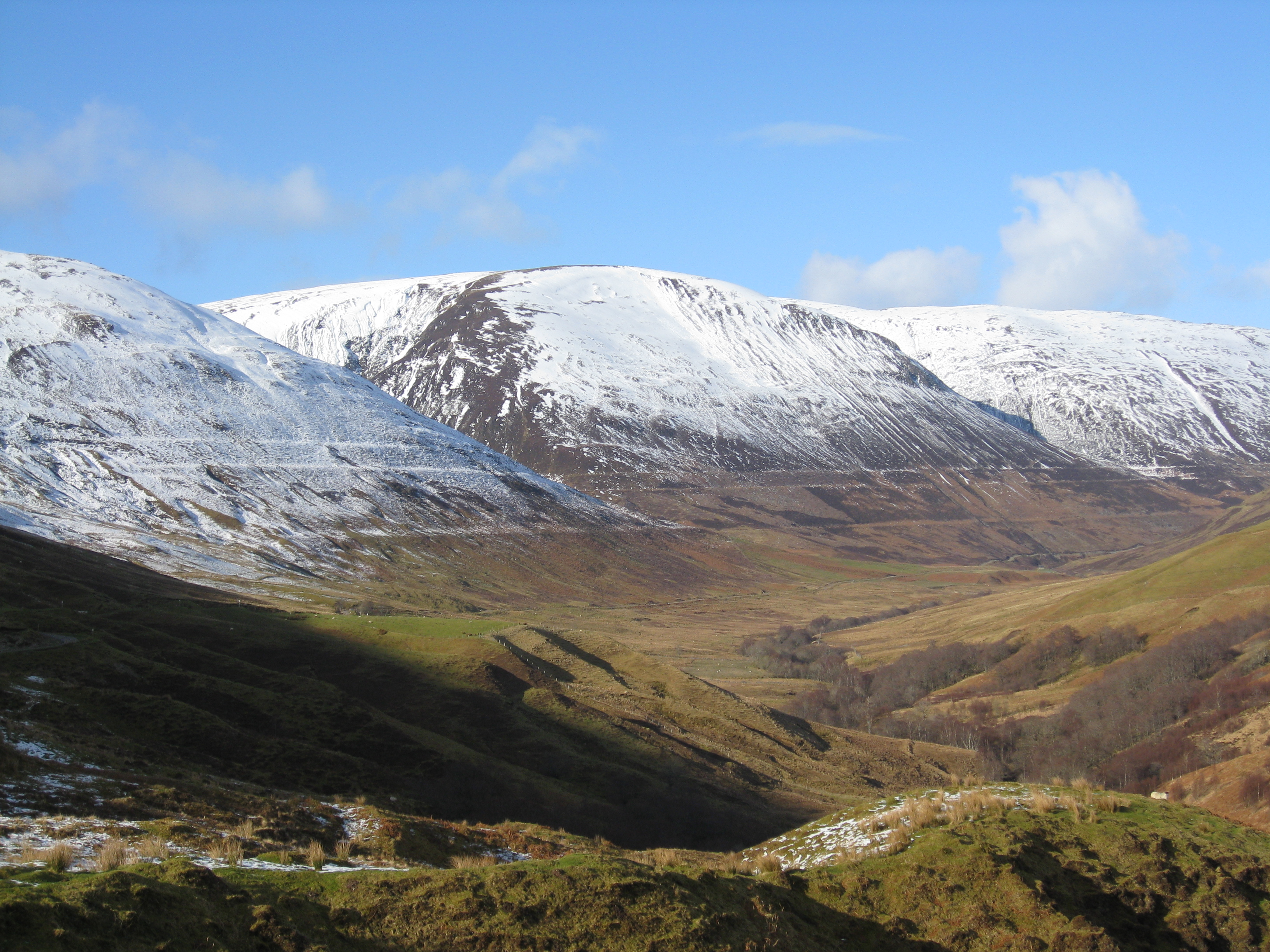
Die Parallelstraßen von Glen Roy, hervorgehoben durch frisch gefallenen Schnee.

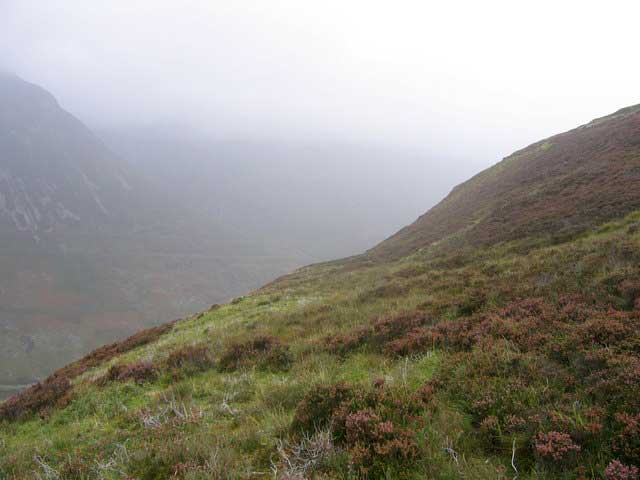
Die Parallelstraße ist eine schmale Terrasse am Berghang.

Darwins Karte von Glen Roy mit eingezeichneten Parallelstraßen

Glen Roy ist ein heute als Nationales Naturschutzgebiet eingestuftes Tal in den Schottischen Highlands. Es ist insbesondere bekannt für das geologische Phänomen der Parallelstraßen („Parallel Roads“).

## Lage und Zugang
Glen Roy ist ein nördliches Seitental des Glen Spean, etwa 25 km nordöstlich von Fort William gelegen. Im Glen Roy fließt der Fluss Roy, der am Ausgang des Tales in den Fluss Spean mündet. Dort befindet sich das Dorf Roybridge mit eigenem Bahnhof an der West Highland Line. Von der britischen Nationalstraße A86 zweigt hier eine schmale einspurige Fahrstraße in das Tal ab, die nach 15 km Brae Roy Lodge erreicht.

## Phänomen der Parallelstraßen
An den Hängen des Tales erkennt man bei 260 m, 325 m und 350 m drei parallele Linien, die aus der Ferne wie Straßen aussehen, daher ihr Name.
Tatsächlich handelt es sich dabei um drei ca. 10 m schmale Terrassen, die die Uferlinien eines früheren Sees anzeigen. Er bildete sich vor circa 13.000 Jahren während einer zwischenzeitlichen kurzen, nur 900 bis 1100 Jahre dauernden, Klimaabkühlung.
Damals rückte Gletschereis von Westen vor und versperrte den natürlichen Wasserabfluss durch das Glen Spean. So staute sich da und in den Seitentälern ein See auf, dessen Wasserspiegel so lange stieg, bis er schließlich bei 260 m eine Geländeschwelle erreichte, über die das Wasser nach Nordosten ins Strath Spey abfließen konnte. Durch das weitere Vorrücken der Eisbarriere wurde von dem See im Glen Spean der sich ins Glen Roy erstreckende Arm abgetrennt, so dass das Wasser dort weiter anstieg, bis es bei 325 m einen neuen Abfluss nach Süden fand. Bei einem noch weiteren Vorrücken der Gletscherfront wurde auch dieser Abfluss versperrt und der schließlich auf 350 m angestiegene See entleerte sich nach Norden. Beim späteren Rückzug des Gletschereises wurde die umgekehrte Entwicklung durchlaufen, so dass der See zunächst wieder das mittlere, dann das untere Niveau annahm, bevor er schließlich ganz verschwand. Durch das jeweils mehrere hunderte Jahre lange Verharren des Seespiegels auf demselben Niveau bildeten sich am Ufer durch Wellenerosion sowie Gefrier- und Tauprozesse des Seeeises die heute als Parallelstraßen sichtbaren schmalen Terrassen an den Talhängen.
Heute verlaufen die Parallelstraßen nicht mehr vollkommen horizontal, sondern nach Nordwest minimal ansteigend (Steigung von 11 bis 14 cm pro km). Dies erklärt sich durch die leicht ungleichmäßige Hebung der lokalen Landmasse beim Abschmelzen des früheren Eisschildes.

## Geschichte der geologischen Entschlüsselung
Ursprünglich hielt man die Parallelstraßen für das rätselhafte Werk von Feen oder für Jagdpfade des keltischen Kriegers Fingal. Noch im späten 18. Jahrhundert glaubte man, die Terrassen seien für die Jagd angelegt worden: man habe einst schmale Schneisen in den Wald geschlagen und da den Boden geebnet; aufgescheuchtes Wild soll so auf die Parallelstraßen gelockt worden sein, an deren Rand sich Bogenschützen im Wald versteckt hätten, um die Beute zu erlegen.
Im 19. Jahrhundert wurden die merkwürdigen Linien zu einem vieldiskutierten Thema in der noch jungen Geologie. Unter den Wissenschaftlern, die sich damit beschäftigten, waren Reverend William Buckland, James Geikie, Joseph Prestwich, Charles Lyell und Charles Darwin. Dieser kam bei seinem Besuch im Juni 1838 zur Erkenntnis, die Linien zeigten den Verlauf der früheren Meeresküste an. 1840 widersprach ihm Louis Agassiz, einer der letzten großen Zoologen, die sich Darwins Evolutionstheorie widersetzten, mit der noch heute als gültig anerkannten Glazialtheorie. Erst etwa 40 Jahre später, kurz vor seinem Tode, gab Darwin öffentlich zu, sich mit seiner Theorie zu den Parallelstraßen getäuscht zu haben. Schon 1861 schrieb er allerdings in einem Brief: „Ich bin wegen Glen Roy am Boden zerstört. Meine wissenschaftliche Publikation war ein einziger riesiger grober Fehler von Anfang bis Ende.“ 
Die Parallelstraßen erfreuen sich noch heute regen Interesses sowohl bei Wissenschaftlern, die von den dramatischen Prozessen fasziniert sind, die die Landschaft geformt haben, als auch bei Touristen, die von dem Naturwunder angezogen werden.